# Fabbrica Automobili Barison & C.
La Fabbrica Automobili Barison & C. fu una piccola fabbrica automobilistica fondata a Livorno nel 1919 che operò fino al 1925.

## Storia
L'ingegnere Silvio Barison fondò la fabbrica automobilistica nel 1919 in Piazza Luigi Orlando a Livorno. Nel 1922, un veicolo fu esposto al Salone dell'Automobile di Milano. La produzione terminò nel 1925 dopo che ne furono realizzati 25 esemplari.
La fabbrica chiuse nello stesso anno per problemi finanziari, quando venne acquistata dall'azienda Tommaso Montano & figli.

## Veicoli
Erano alimentati da un V4 con distribuzione a cono rotante che Barison aveva sviluppato e brevettato. Tale tipo di distribuzione presenta spiccate analogie con quella del cilindro ruotante che verrà utilizzata successivamente negli anni '30 e '40.
C'erano due varianti di motore. Quello più piccolo aveva 1995 cm³ di cilindrata denominato Tipo Unico 4C. Il motore più grande aveva una cilindrata di 2474 cm³ e 55 CV.